# TI-82
TI-82是一款由德州仪器于1993年发行的图形计算器，来取代其前身产品TI-81，其继承了TI-81上的功能集和96X64像素的显示屏。TI-82相较于前一年发布的TI-85拥有更友好的操作方式。
TI-82和TI-85采用了同样的6兆赫Zilog Z80微处理器，其被认作是TI-83的前身。
TI-82已经在2004年停产。

## 发展
和TI-81相比较，TI-82增加了一个数据串口，从而允许使用者可以方便的使用线缆在计算器与电脑或另一台计算器之间传输数据与程序。在软件功能上，TI-82添加了两种新的作图类型（polar、sequence），矩阵限制被提高至50*50。一个重要的更改为TI-82使用了汇编语言而不是德州仪器的TI-BASIC，这个变化使得程序拥有更高的性能及更好的灵活性。

## 后续沿革
TI-82分别在1999年与2001年有两次改款。

### 1999年
1999年版本的TI-82外形极其类似于TI-73、TI-83x和TI-89。这个版本使用水平的屏幕来取代德州仪器在旧产品上一贯采用的倾斜屏幕设计。

### 2001年
2001年版本取消了屏幕边框设计，并且降低了印刷电路板成本。这个版本又被称为TI-82 "Parcus"。

### TI-82 STATS
TI-82 STATS是TI-82的一个延伸版本，也是TI-82的最后一个机型，这个版本于2002年在欧洲首次发售。相对于普通版本的TI-82，TI-82 STATS增加了微分和积分，完善了复数、金融、统计功能。在一定意义上，这个版本的TI-82可以和TI-83x相比较。

## 技术信息
- CPU: Zilog Z80 CPU,[1] 6 MHz
- RAM: 32 KB, (28 KB 使用者可用)
- ROM: 128 KB 不可升级
- 屏幕
  - 文字: 21×8 字符
  - 图形: 128×64 像素
- 连接端口: 2.5 mm I/O port
- 电源: 4×AAA, 1×CR1616 or CR1620
- 编程语言: TI-BASIC, Z80 匯編語言